# Laurence Jones (Offizier)
Sir Laurence Alfred Jones KCB AFC KStJ (* 18. Januar 1933; † 27. September 1995) war ein britischer Luftwaffenoffizier der Royal Air Force, der zuletzt im Range eines Generalleutnants (Air Marshal) zwischen 1987 und 1990 Air Member for Personnel im Luftwaffenstab und damit auch Mitglied des Luftwaffenausschusses (Air Force Board) des Verteidigungsministeriums war. Im Anschluss fungierte er von 1990 bis zu seinem Tod 1995 als Vizegouverneur der Isle of Man.

## Leben

### Pilotenausbildung und Verwendungen als Luftwaffenoffizier
Jones absolvierte seine schulische Ausbildung an der 1596 gegründeten Trinity School of John Whitgift im Londoner Stadtteil Shirley und begann anschließend im Mai 1951 seine fliegerische Ausbildung als Flight Cadet der A-Squadron am Royal Air Force College Cranwell, der Offiziersschule der RAF. Während seiner Ausbildung gehörte er zu den College-Mannschaften in Rugby und Leichtathletik und wurde für seine herausragenden Ausbildungsleistungen mit der Queen’s Medal, dem John Anthony Chance-Gedächtnispreis, dem Abdy Gerrard Fellows-Gedächtnispreis Robert-Marsland-Groves-Gedächtnispreis, der Dickson Trophy sowie dem Michael Hill-Gedächtnispreis ausgezeichnet. Nach Abschluss der Ausbildung wurde er am 15. Dezember 1953 als Berufssoldat (Permanent Commission) in die RAF übernommen und zum Oberleutnant (Flying Officer) befördert.
Danach wurde Jones Ende 1953 Pilot der mit Gloster Meteor-Jagdflugzeugen ausgerüsteten und auf dem Militärflugplatz RAF Abu Suwayr stationierten No. 208 Squadron RAF. Dort erfolgte am 15. Juni 1956 seine Beförderung zum Hauptmann (Flight Lieutenant). Nachdem es im Zuge der Sueskrise ab Oktober 1956 zu zunehmenden Spannungen zwischen Großbritannien und Ägypten gekommen war, wurde die Staffel nach Malta verlegt und übernahm in der Folgezeit schwerpunktmäßig Aufgaben als Abfangjäger-Einheit. Nachdem es im Dezember 1957 letztlich zur Auflösung der No. 208 Squadron RAF kam, kehrte er nach Großbritannien zurück und absolvierte eine Ausbildung an der Jagdflugschule FWS (Fighter Weapons School). Anschließend wurde er Pilot und schließlich Fliegerischer Kommandeur der mit Hawker Hunter-Jagdflugzeugen ausgerüsteten No. 74 Squadron RAF, die im Juni 1959 auf den Luftwaffenstützpunkt RAF Coltishall verlegt und dort ab Sommer 1960 mit zweistrahligen Abfangjägern vom Typ English Electric Lightning ausgerüstet wurde.

### Verwendungen als Stabsoffizier
Nach seiner Beförderung zum Major (Squadron Leader) am 1. Juli 1961 übernahm Jones seinen ersten Befehlsposten, und zwar als Kommandeur (Commanding Officer) der ebenfalls mit Hawker Hunter-Jagdflugzeugen ausgerüsteten No. 8 Squadron RAF in Aden. Im Anschluss übernahm er am 22. Juli 1963 die Funktion als Stabsoffizier bei Luftfahrtsekretär (Air Secretary) Air Chief Marshal William MacDonald beziehungsweise ab dem 11. August 1966 bei dessen Nachfolger Air Chief Marshal Donald Randell Evans.
Am 1. Juli 1967 wurde Jones zum Oberstleutnant (Wing Commander) befördert und übernahm anschließend am 11. August 1967 den Posten als Kommandeur der No. 92 Squadron RAF. Diese zu den Luftstreitkräften in der Bundesrepublik Deutschland (RAF Germany) gehörende Staffel war anfangs auf dem Militärflugplatz RAF Geilenkirchen sowie ab Januar 1968 auf dem Luftwaffenstützpunkt RAF Gütersloh stationiert.  Für seine fliegerischen Verdienste wurde ihm am 13. Juni 1970 das Air Force Cross (AFC) verliehen.
Nach einer kurzen Verwendung vom 29. Januar bis zum 22. August 1971 als Stabsoffizier im Verteidigungsministerium wurde Jones am 22. August 1971 Gruppenleiter für Verteidigungsoperationen und militärische Operationen im Hauptquartier von RAF Germany. In dieser Verwendung erfolgte am 1. Januar 1972 seine Beförderung zum Oberst (Group Captain). Danach übernahm er am 28. März 1975 den Posten als Kommandeur des Luftwaffenstützpunktes RAF Wittering und verblieb auf diesem bis zum 3. Dezember 1976.
Nach seiner Beförderung zum Air Commodore am 1. Januar 1977 absolvierte Jones einen Lehrgang am Royal College of Defence Studies (RCDS) in London und wurde nach dessen Abschluss am 24. Dezember 1977 Leiter der Operationsabteilung für Luftunterstützung im Luftwaffenstab.

### Aufstieg zum Air Marshal und Vizegouverneur der Isle of Man
Am 27. März 1982 wurde Jones als Senior Air Staff Officer (SASO) Chef des Stabes des Luftangriffskommandos (RAF Strike Command). Auf diesem Posten erfolgte am 1. Januar 1983 seine Beförderung zum Generalmajor (Air Vice Marshal). Am 31. Dezember 1983 wurde er Companion des Order of the Bath (CB). Im Anschluss wurde er im Juni 1984 zunächst Assistierender Chef des Luftwaffenstabes für Operationen (Assistant Chief of the Air Staff (Operations)) und verblieb in dieser Funktion bis des Postens im August 1985. Nach einer anschließenden vorübergehenden Verwendung als Assistierender Chef des Verteidigungsstabes für Programme (Assistant Chief of the Defence Staff (Programmes)) wurde er am 13. Februar 1986 erster Stellvertretender Chef des Luftwaffenstabes (Assistant Chief of the Air Staff (Operations)). Diese Funktion wurde durch die Zusammenlegung der bisherigen Funktionen des Vize-Chefs des Luftwaffenstabes (Vice Chief of the Air Staff) mit denen des bisherigen Assistierenden Chefs des Luftwaffenstabes für Grundsatzpolitik (Assistant Chief of the Air Staff (Policy)) sowie des bisherigen Assistierenden Chefs des Luftwaffenstabes für Operationen (Assistant Chief of the Air Staff (Operations)) zusammengelegt wurden. Auf diesem Posten folgte ihm am 2. März 1987 Air Vice Marshal Michael Simmons.
Jones selbst wurde am 20. März 1987 zum Generalleutnant (Air Marshal) befördert und übernahm zugleich am 20. März 1987 von Air Marshal Anthony Skingsley den Posten als Air Member for Personnel. Er war damit bis zu seiner Ablösung durch Air Vice Marshal David Parry-Evans am 25. Oktober 1989 im Luftwaffenstab für Personalangelegenheiten zuständig. Am 13. Juni 1987 wurde er zum Knight Commander des Order of the Bath (KCB) geschlagen, so dass er fortan den Namenszusatz „Sir“ führte. Kraft Amt war er als Air Member for Personnel auch Mitglied im Luftwaffenausschuss (Air Force Board) des Verteidigungsministeriums. Am 18. Januar 1990 schied er aus dem aktiven militärischen Dienst aus.
Am 16. August 1990 wurde Jones Nachfolger von Laurence New als Vizegouverneur der Isle of Man. Diesen Posten bekleidete er bis zu seinem Tod. Sein Nachfolger wurde daraufhin Timothy Daunt. Am 1. Juli 1991 wurde er darüber hinaus Knight of Justice des Order of Saint John (KStJ). Des Weiteren war er Fellow des British Institute of Management (FBIM).